# Gatcha gacha
Gatcha gacha (jap. ガッチャガチャ Gatchagacha) – manga stworzona przez Yutakę Tachibanę. Opowiada o licealistce Yuri Muroi.

## Opis fabuły
Muroi jest popularną osobą w szkole. Nie ma jednak ona szczęścia w miłości i często zmienia partnerów. Osoby, które się z nią wiązały, notorycznie ją oszukiwały. Spotyka ona wkrótce Takahiro Yabe, który jest bardzo atrakcyjny. Muroi uważa, że w końcu znalazła swoją prawdziwą miłość.

## Postacie kluczowe
Yuri Muroi jest główną postacią w Gatcha gacha. Jest osobą o radosnym charakterze. Który często się przemienia na mroczny i zdeterminowany kiedy w grę wchodzi obrona osób których darzy miłością. Często z powodu jej zazdrości wszczyna bójki z innymi dziewczynami. Matka Yuri zmarła, kiedy była ona mała. Od tamtej pory musi się opiekować swoimi dwoma młodszymi braćmi bliźniakami. Muroi jest mocno zakochana w Takahiro Jabe, przed którym miała już 13 innych amantów. Większość z nich okłamywała Yuri i przy rozpadach związków mówili jej że zbyt głęboko angażuje się w uczucia miłosne.
Motoko Kagurazaka jest jedną z najatrakcyjniejszych dziewczyn w szkole, lecz specjalnie o to nie zabiega. Jej wygląd zewnętrzny ma się nijak do jej usposobienia. Lubuje się ona w walkach, wymuszeniach, zagrażaniu innym. Z drugiej strony jest jednak oddana przyjaciołom, jest sprawiedliwa a czasem nawet skromna. Motoko ma skłonności lesbijskie, lecz nie przyznaje się do nich.
Takahiro Yabe jest szkolnym playboyem. Kiedyś trenował kendo i był w tym sporcie bardzo dobry, jednak kilka lat temu zrezygnował z uprawiania go. Ma bardzo burzliwy charakter, co często prowadzi do różnych problemów z jego dziewczynami. Jest silny i atrakcyjny.